# Sulcophanaeus columbi
Sulcophanaeus columbi är en skalbaggsart som beskrevs av Macleay 1819. Sulcophanaeus columbi ingår i släktet Sulcophanaeus och familjen bladhorningar. Inga underarter finns listade i Catalogue of Life.